# Монооксид алюминия
Моноокси́д алюми́ния — бинарное неорганическое соединение металла алюминия и халькогена кислорода с формулой AlO, образуется в виде газа при высокой температуре. Несолеобразующий оксид.

## Получение
- Образуется в газовой фазе при нагревании оксида алюминия до 3260°С. Термодинамически нестабилен.